# Битка код Птерије
Битка код Птерије одиграла се у јесен 547. п. н. е. између Персијског царства предвођеног Киром Великим и лидијског краља Креза који је покушао да освоји новонастало Кирово царство. Битка је тактички завршила нерешено, али су Перзијанци остварили стратешку победу будући да су Крез и његова војска морали да се повуку назад у своје краљевство.

## Позадина
Лидија је 585. п. н. е. након битке на реци Халис (Кизил) склопила споразум са Међанским царством према којем ће та река бити њихова граница, а мир је потврђен и династијским савезом. Будући да су Међани већ раније имали сличан споразум са Вавилонцима, све три краљевске куће биле су практично родбински повезане што је донело деценијама мира, стабилности и просперитета на Блиским истоком.
Персијски принц Кир Велики године 553. п. н. е. покренуо је Персијски устанак против међанског краља Астијага. Иако је у то доба Персија била неважан дио Међанског царства, Кир Велики је био Астијагов унук који је добио подршку дела међанске аристократије. До 550. п. н. е. побуна је завршила а Кир је изашао из ње као победник, а затим је основао Ахеменидско царство на темељима Међанског царства. Крез је међанско-персијски сукоб видео као прилику да прошири своје царство, па је питао пророка из Делфа за савет на шта му је овај одговорио: „ако Крез пређе реку Халис освојиће велико царство“. Крез затим склапа савез са вавилонским краљем Набонидом и египатским фараоном Амазисом IIи лакомислено креће у рат против Персијског царства.

## Битка
Према Херодоту, Лидијци су напали и освојили град Птерију који се налазио у близини реке Кизил. Ипак, убрзо су се суочили са надмоћнијом персијском војском. У жестоком окршају обе стране су доживеле велике губитке, али ни једна није остварила одлучујућу победу. С обзиром да више није могао да напредује према истоку и да се ближила зима односно крај традиционалне сезоне ратовања, Крез се одлучио заповлачење назад у главни лидијски град Сард.

## Последице
Иако је битка завршила тактички неодлучено Кир Велики имао је разлога да буде задовољан јер је заустављена лидијска инвазија и потврђена персијска власт над дотадашњим медијским поседима. Међутим, Кир је одлучио да не распусти војску већ да са њом крене на запад и да се обрачуна са Крезом у његовом краљевству, што је исте године довело до битке код Тимбре. У идућој бици Персијанцима је добро послужило искуство које су стекли у сукобу са лидијском коњицом, односно сазнање да лидијски коњи ненавикнути на призор и мирис панично беже од камила.

### Античка дела
- Ксенофонт: „Киропедија“
- Херодот: „Историја“

### Савремена дела
- Eggenberger, David (1985). An Encyclopedia of Battles. Courier Dover Publications.
- Holland, Tom (2006). Persian Fire.
- R. Ernest Dupuy i Trevor N. Dupuy: „Енциклопедија војне историје од 3000. п. н. е. до данас“ (The Encyclopedia of Military History from 3500 B.C. to the present), New York, издавач: Harper and Row, 1977.
- J. F. C. Fuller (1954). A Military History of the Western World. Minerva Press, 1. том.